# Tenuipalpus engelbrechti
Tenuipalpus engelbrechti är en spindeldjursart som beskrevs av Meyer 1979. Tenuipalpus engelbrechti ingår i släktet Tenuipalpus och familjen Tenuipalpidae. Inga underarter finns listade i Catalogue of Life.